# Eunice Newton Foote

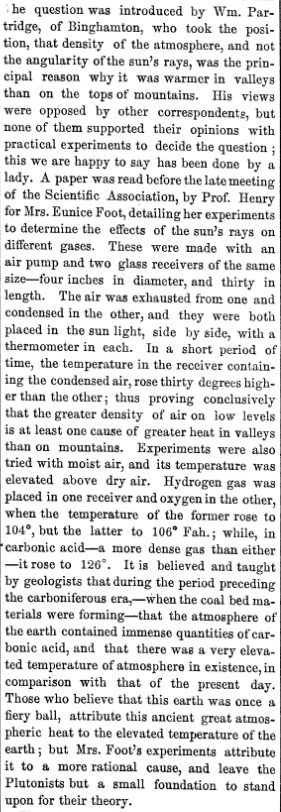
Auszug aus dem Scientific American mit der Beschreibung von Eunice Footes Experimenten, 1856

Eunice Newton Foote (17. Juli 1819 in Goshen, Connecticut – 30. September 1888 in Lenox, Massachusetts) war eine US-amerikanische Erfinderin und Forscherin auf dem Gebiet der Atmosphärenchemie. Sie gilt als die Entdeckerin des Einflusses der Konzentration des Kohlenstoffdioxids in der Erdatmosphäre auf deren Temperatur als einer wichtigen Komponente des Treibhauseffekts. Foote und ihr Ehemann Elisha setzten sich für Frauenrechte ein.

## Leben
Eunice Newton wurde 1819 in Goshen, Connecticut, als Tochter von Isaac Newton Jr. und Thirza Newton geboren. Sie hatte sechs Schwestern und fünf Brüder. Sie wuchs in Troy, New York auf und besuchte das Troy Female Seminary, heute die Emma Willard School. Die Studentinnen wurden ermutigt, Vorlesungen an einem nahegelegenen naturwissenschaftlichen College, dem heutigen Rensselaer Polytechnic Institute, zu hören. Dort erlernte sie die Grundlagen der Chemie und eignete sich Wissen in experimentellen Techniken an.
Im Jahr 1841 heiratete sie den Anwalt Elisha Foote, der auf Patentrecht spezialisiert war und später Richter wurde. Auch er interessierte sich für die Naturwissenschaften und stellte Forschungen an. Beide meldeten Patente für ihre Erfindungen an. Zudem war das Ehepaar in der Frauenrechtsbewegung aktiv. Eunice und Elisha Foote hatten zwei Töchter und sechs Enkel von ihren zwei Töchtern: Mary Foote Henderson war Künstlerin und Schriftstellerin und mit dem Politiker John B. Henderson verheiratet und Augusta Foote Arnold war ebenfalls Schriftstellerin.

## Frauenrechtsbewegung

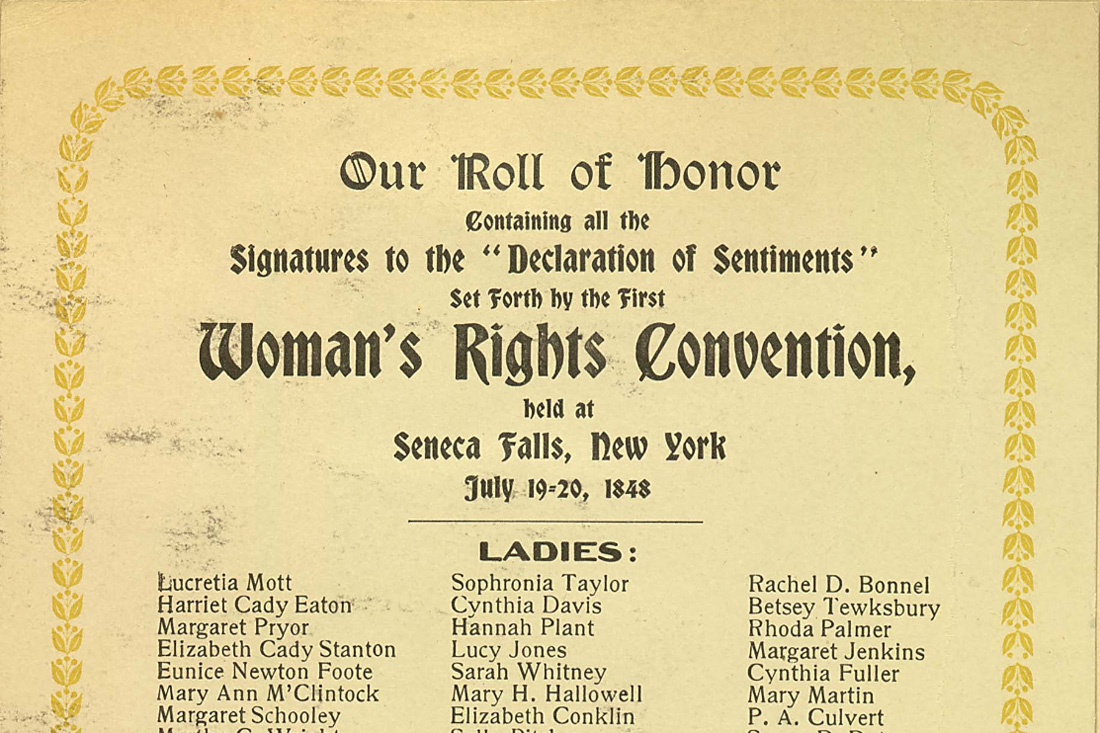
Unterschriftenseite der Declaration of Sentiments

Foote setzte sich für Frauenrechte ein; dabei wurde sie von ihrem Mann unterstützt. 1848 nahm sie an der Seneca Falls Convention von Elizabeth Cady Stanton teil, mit der sie befreundet war, und unterzeichnete die Declaration of Sentiments. Ihr Name findet sich an fünfter Stelle der Unterschriftsliste, seine Unterschrift an vierter Stelle bei den Männern.

## Forschung

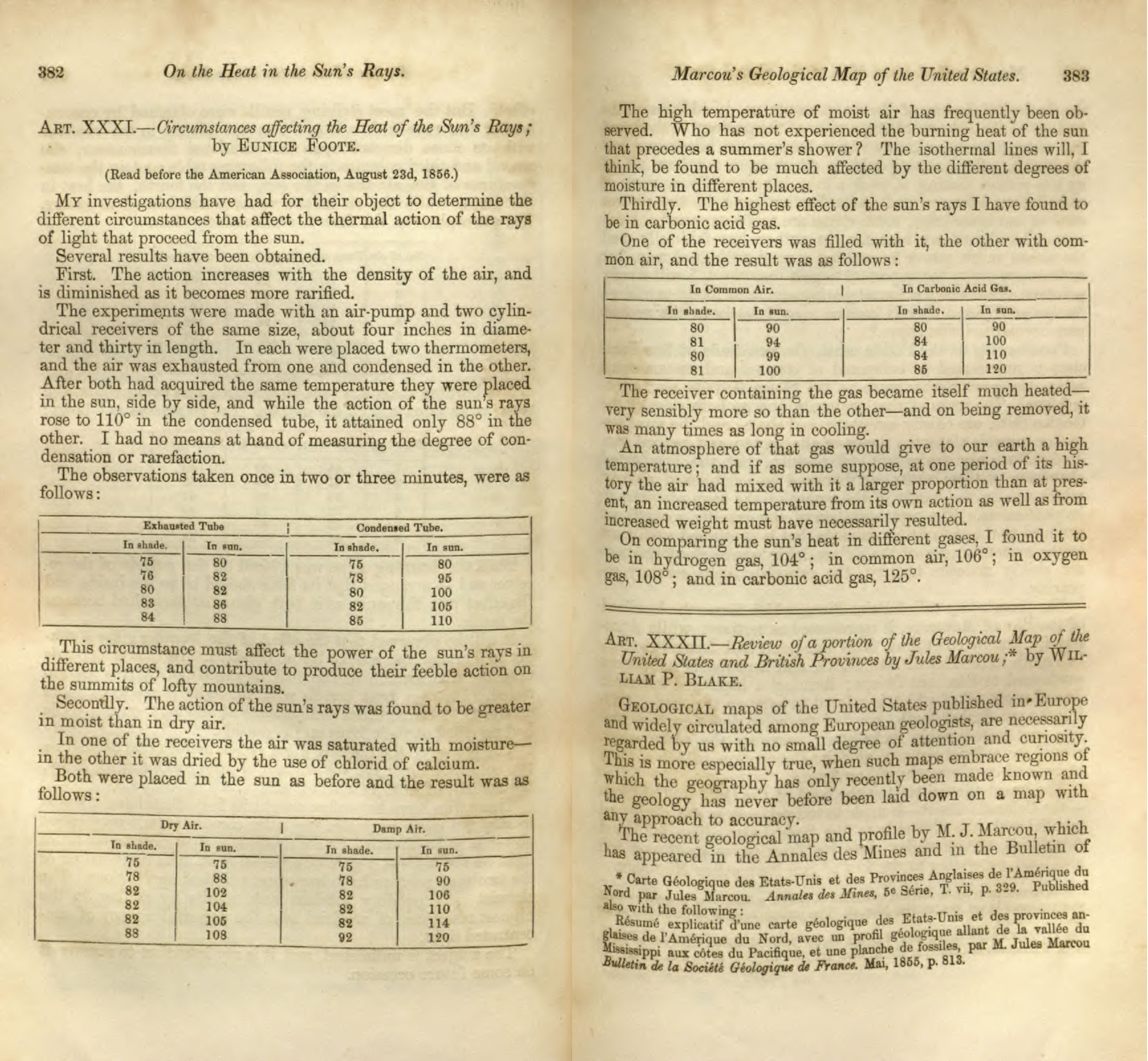
Veröffentlichung ihrer Arbeit 1856 im American Journal of Science and Arts

1856 wurde auf der Jahrestagung der American Association for the Advancement of Science (AAAS) in Albany, New York, eine Arbeit von Eunice Foote über die Wirkung von Sonneneinstrahlung auf in Flaschen eingeschlossene Gase präsentiert. Da Frauen zwar Mitglieder der AAAS sein konnten, es aber nicht üblich war, dass sie ihre Forschungsergebnisse selbst vortrugen, wurde ihre Arbeit von Joseph Henry, Physiker und einem der Mitbegründer des Smithsonian Institution, vorgelesen. In seiner Vorbemerkung sagte er: „Science was of no country and of no sex. The sphere of woman embraces not only the beautiful and the useful, but the true.“ (dt.: „Die Wissenschaft hatte kein Land und kein Geschlecht. Die Sphäre der Frau umfasst nicht nur das Schöne und Nützliche, sondern auch das Wahre.“). Unmittelbar vorher hatte ihr Mann eine Arbeit vorgestellt, die er selbst vortragen durfte. Sie behandelte seine Experimente zu Temperaturmessungen mit Differenzthermometern, die der Sonne außerhalb oder innerhalb eines Raums bei unterschiedlichen Umgebungstemperaturen ausgesetzt sind, und wurde in den jährlichen Proceedings der AAAS veröffentlicht, der Sammlung der Präsentationen, die auf einer Jahrestagung vorgestellt wurden. Eunice Footes Aufsatz wurde darin nicht veröffentlicht. Er erschien im selben Jahr im American Journal of Science and Arts.
Eunice Foote untersuchte experimentell die Wirkung von Sonnenbestrahlung auf luftdicht verschlossene Glasröhren, die mit verschiedenen Gasen gefüllt waren. Auf der Grundlage dieses Versuchsaufbaus wies sie die Absorption von solarer Wärmestrahlung durch Kohlenstoffdioxid und Wasserdampf nach und erkannte in den Resultaten eine mögliche Ursache für Klimawandel-Ereignisse. Foote fasste ihre Erkenntnisse mit den Worten zusammen:

“An atmosphere of that gas would give to our earth a high temperature; and if as some suppose, at one period of its history the air had mixed with it a larger proportion than at present, an increased temperature…must have necessarily resulted.”

„Eine Atmosphäre dieses Gases würde unserer Erde eine hohe Temperatur verleihen; und wenn sich, wie manche annehmen, die Luft in einem bestimmten Zeitraum ihrer Geschichte zu einem größeren Anteil als bisher mit ihr vermischt hätte, [...] hätte dies zwangsläufig zu einer erhöhten Temperatur geführt.“

Foote gilt damit als die weltweit erste Forscherin, die einen direkten Zusammenhang zwischen der Kohlenstoffdioxid-Konzentration in der Luft und der Erwärmung der Erdatmosphäre erkannte und damit eine wichtige Komponente des Treibhauseffekts identifizierte. Diese Erkenntnis wurde bis 2010 dem irischen Naturwissenschaftler John Tyndall (1820–1893) zugeschrieben; dieser entdeckte den Zusammenhang aber drei Jahre später als Foote. Vermutlich kannte er Footes Arbeiten nicht.

## Würdigung
Eunice Footes Leistungen waren in der Forschungsgeschichte des Klimawandels unbekannt, bis der Geologe Raymond Sorenson ihre Publikationen entdeckte und sie im Jahr 2010 in einer Ausgabe des Journals Annual Scientific Discovery veröffentlichte. Er erkannte, dass Foote als erste eine Verbindung zwischen Kohlenstoffdioxid und dem Treibhauseffekt hergestellt hatte und dass ihr Werk bisher ungewürdigt war. Im Januar 2011 veröffentlichte Sorenson seine Recherchen über Footes Arbeit in AAPG Search and Discovery, wo es mehr Aufmerksamkeit erhielt als jedes andere seiner Werke. Ihr früher Beitrag zur Klimatologie wurde erstmals 2018 auf einem Symposium der University of California, Santa Barbara in großem Stil gewürdigt; auch ihre Ausgrenzung aus der Wissenschaftsgeschichte wurde beschrieben. John Perlin nannte sie die „Rosa Parks der Wissenschaft“. Er schrieb ein Buch über Foote, in dem er darlegt, dass Footes Beitrag die Grundlagen für ein Verständnis des Treibhauseffekts schuf.
2023 wurde Newton Foote von der Suchmaschine Google mit einem Doodle geehrt. Im August 2025 wurde ein Asteroid nach ihr benannt: (331298) Eunicefoote.

## Publikation
- Circumstances affecting the Heat of the Sun's Rays (1856 by Saratoga Springs, New York)